# Penitenciarul Timișoara
Penitenciarul Timișoara sau Penitenciarul Popa Șapcă este o unitate de detenție din Timișoara, județul Timiș. Penitenciarul Timișoara este o unitate care este destinată pentru condamnați cu pedepse de până la 3 ani, clasificați în regim deschis, semi-deschis și arestați preventiv. Este situat în centrul municipiului Timișoara, pe strada Popa Șapcă nr.7.

## Istoric
Penitenciarul actual din Timișoara a fost construit după demolarea zidurilor Cetății Timișoara. Primele atestări documentare cu privire la locul unde sunt ținuți arestații au fost consemnate în „Analele Regatului Ungariei” din anul 1514. În 1728, contele Mercy Claudius, comandant al Timișoarei și guvernator al Banatului, construiește clădirea destinată Tribunalului Provincial, arestații fiind mutați în beciurile clădirii. În anul 1995 au fost construite noile pavilioane.

## Legături externe
- Penitenciarul Timișoara